# دانبرووا-لاس
دانبرووا-لاس (به لهستانی:  Dąbrowa-Las) یک روستا در لهستان است که در گمینا پولیچنا واقع شده‌است. دانبرووا-لاس ۱۰۰ نفر جمعیت دارد.